# 爆轰
爆轰（Detonation）是火釋放能量的兩種之一。爆轰是超声速的急烈燃烧，当超声速的放热锋加速通过介质并形成冲击波锋。超音速的爆炸亦屬爆轟。火另一種釋放能量的方式稱緩燃，兩種方式都有俗稱「爆燃」造成混淆。
爆轰可以发生在固体和液体爆炸，也可以发生在活性气体。在固体和液体中的爆轰比气体中的爆轰速度高得多，使得波可以被更细致地观测。许多种类的燃料处于气态、液滴雾态或悬浮尘可发生爆轰。氧化剂包括卤素、臭氧、过氧化氢和氮氧化物。气态爆轰通常会发生在燃料和氧化剂的混合比例略低于通常的燃点。乙炔、臭氧、过氧化氢，可在没有氧气的情况下发生爆轰。
爆轰于1881年由两组法国科学家Marcellin Berthelot, P. Vieille  和 Ernest-François Mallard, Henry Louis Le Chatelier  分别发现。
数学上，David Chapman  于1899预言了这一传播现象，其后Émile Jouguet   在20世纪初也进行了相关的研究。 在20世纪四十年代，Zeldovich，von Neumann和Doering对爆轰现象的进一步理解作出了重要的贡献。

## 理论
19世纪末20世纪初，Chapman和Jouguet分别对爆轰现象进行了研究，他们的理论是描述气体中的爆轰现象最简单的理论，通常被称为Chapman-Jouguet理论。他们用一组简单的代数方程来描述爆轰过程放热锋与冲击波的传播。Zeldovich ，von Neumann  和Doering   在第二次世界大战期间分别提出了更复杂的爆轰理论，也被称为ZND理论。
这两种理论都描述了一维稳态波锋，20世纪六十年代，实验发现气相爆轰通常是不稳定的且具有三维结构，只在平均的意义下可以被这些一维稳态理论所描述。Wood-Kirkwood爆轰理论从一些方面可以弥补这些限制。
目前尚无理论能描述这些结构是如何形成和持续的。

## 应用
在爆炸仪器中，爆轰对周围区域带来的损伤主要来源超音速的冲击波。与爆燃的亚音速热锋和较小的最大压强，爆轰通常更具破坏性，而爆燃则更多用于武器发射。然而爆轰也有一些其他不那么具有破坏性的应用，比如表面清洁和镀膜，爆轰焊接等。爆轰脉冲也可用于航天器推进  。

## 引擎和火器
在使用爆燃过程的设备中，意外的爆轰过程会引发一些问题。在内燃机中，这一现象通常称为爆震或敲缸，这会使得引擎动力输出减少、过热甚至部件损坏。在火器中，爆轰可能导致致命的灾难和危险。